# 2010 في السعودية
تحتوي هذه المقالة على أهم الأحداث التي شهدتها السعودية في 2010، والذي يوافق 1431 / 1432 هجري, إضافة إلى أهم الشخصيات السعودية التي وُلدت أو تُوفيت في هذه السنة.

## السياسة

### الحكم
الملك: عبد الله بن عبد العزيز آل سعود
- - ولي العهد: سلطان بن عبد العزيز آل سعود

### تعيينات
- تعيين اللواء عبدالرحمن بن عبدالعزيز الفدا وكيلا لوزارة الداخلية للأحوال المدنية. [1]
- تعيين الفريق عبيد بن غثيث العنزي نائباً لقائد الحرس الملكي [2]
- ترقية اللواء عبدالله بن علي القحطاني إلى رتبة فريق وتعينة مساعداً لقائد الحرس الملكي.[2]

#### نوفمبر
- 17: الأمير متعب بن عبد الله بن عبد العزيز آل سعود، وزير دولة ورئيس للحرس الوطني.
- 17: إعفاء الأمير بدر بن عبد العزيز آل سعود، من منصب نائب رئيس الحرس الوطني

## أحداث
- زيارة الأمير تشارلز الثالث ولي عهد المملكة المتحدة حينئذ إلى المملكة العربية السعودية و استقبله الملك عبد الله بن عبد العزيز آل سعود في مزرعة خادم الحرمين الشريفين بالجنادرية.[3]
- سعود بن فيصل بن عبد العزيز آل سعود وزير الخارجية يرأس وفد المملكة للمشاركة في أعمال القمة العربية الثانية والعشرون / قمة دعم صمود القدس/ التي تستضيفها مدينة سرت الليبية وذلك بحضور قادة الدول العربية وممثليهم .[1]
- إقامة المؤتمر العربي حول الآثار الاقتصادية والتنموية للنانو في جامعة الملك فهد للبترول والمعادن . [4]
- إقامة حفل لحفظ الحديث النبوي في الدورة الخامسة لجائزة نايف بن عبدالعزيز آل سعود العالمية للسنة النبوية والدراسات الإسلامية المعاصرة حيث أقيم الحفل في فندق المريديان بالمدينة المنورة . [1]
- رعى الأمير محمد بن ناصر بن عبد العزيز آل سعود أمير منطقة جازان وبحضور معالي وزير المياه والكهرباء المهندس عبدالله بن عبدالرحمن الحصين مراسم توقيع عقود لمشروعات التابعة للمديرية العامة للمياه بالمنطقة بقيمة إجمالية بلغ ت 1,160,909,225 ريالا وذلك بصالة الإجتماعات الرئيسية بالأمارة . [1]
- الشركة السعودية للصناعات الأساسية "سابك" توقع في مدينة هيوستن اتفاقاً مع شركة "سيلانيز" الأمريكية لإنشاء مصنع لإنتاج مادة "البولي أسيتال" بطاقة سنوية 50 ألف طن متري في إطار مجمع "ابن سينا" بمدينة الجبيل الصناعية ويقدر مجموع التكاليف الرأسمالية لمشروع البولي أسيتال حوالي 400 مليون دولار أمريكي .[1]
- مدارس الرياض تحتفل بمرور 40 عامًا على تأسيسها .[5]
- الخطوط الجوية العربية السعودية تحتفل بوصول أول طائرة إيرباص 300 - 330 إلى مطار الملك عبد العزيز الدولي في جدة، والتي تعد واحدة من اتفاقية طلب ثمان طائرات وقعت في يوليو 2008 لتحديث أسطول "السعودية" الجوي.[1]
- صاحب السمو الملكي الأمير فهد بن سلطان بن عبدالعزيز أمير منطقة تبوك يدشن مشروعات تطويرية في ميناء ضباء بتكلفة 375 مليون ريال ، نفذتها المؤسسة العامة للموانئ ومصلحة الجمارك السعودية .[1]
- صاحب السمو الملكي الأمير سلمان بن عبدالعزيز أمير منطقة الرياض يفتتح مشروع استكمال طريق الضلع الغربي من طريق الرياض الدائري والذي قامت بتنفيذه وزارة النقل. [1]
- الملك عبدالله بن عبدالعزيز آل سعود يوجه نداء يدعو فيه فخامة الرئيس جلال طالباني رئيس جمهورية العراق الشقيق ، وجميع الأحزاب التي شاركت في الانتخابات ، والفعاليات السياسية ، إلى وطنهم الثاني المملكة العربية السعودية وفي مدينة الرياض بعد موسم الحج المبارك ، وتحت مظلة الجامعة العربية ، للسعي إلى حل لكل معضلة تواجه تشكيل الحكومة التي طال الأخذ والرد فيها. [6]
- معالي وزير النقل الدكتور جبارة بن عيد الصريصري يوقع عقوداً مع عدد من المقاولين ، بمبلغ وقدره " 2.163.264.926.66 " اثنين مليار ومائة وثلاثة وستون مليوناً ومائتان وأربعة وستون ألفا وتسعمائة وستة وعشرون ريال وستة وستون هللة ، لمشروعات طرق بلغ مجموع أطوالها " 847.50 " كلم لبعض مناطق المملكة معتمدة في ميزانية العام الحالي. [6]
- جناح المملكة العربية السعودية المشارك في اكسبو شنغهاي العالمي 2010م يحقق الجائزة الذهبية في مجال الابتكار على مجموعته الأولى تلاه الجناح الياباني بالفضية ثم الجناح الاندونيسي بالبرونزية , ومنحت هذه الجائزة للجناح السعودي لتميزه في الابتكار حيث استطاع الجناح أن يبتكر فكرة جديدة في تقديم معروضاته موظفا التكنولوجيا لتحقيق هدف الجناح مما أسهم في استقطاب جمهور كبير .[6]
- حصلت المملكة العربية السعودية ممثلة في الرئاسة العامة لرعاية الشباب على المركز الأول في مسابقة المبتكرات العلمية , والمركز الثالث في مسابقة الحاسب الآلي بالملتقى العلمي الثاني عشر لشباب دول مجلس التعاون الذي أقيم في سلطنة عمان .[6]
- معالي وزير الثقافة والإعلام يوقع عقد إنشاء المركز الثقافي بحائل . [7]
- حققت المملكة العربية السعودية جائزة أفضل تجربة لقطاع حكومي في مجال التعاملات الإلكترونية الحكومية في قارة آسيا عن منهجية قياس تحول الجهات الحكومية للتعاملات الإلكترونية التي طورها برنامج التعاملات الإلكترونية الحكومية "يسِّر" . وتسلم الجائزة المدير العام لبرنامج التعاملات الإلكترونية الحكومية "يسِّر" المهندس علي آل صمع في حفل توزيع الجوائز على هامش مؤتمر المستقبل الحكومة الإلكترونية في أسيا المنعقد في سنغافورا حيث حصلت المملكة على المركز الأول في فرع أفضل تجربة حكومية في الحكومة الإلكترونية في قارة آسيا. [6]
- بدأ أصحاب السمو والمعالي وزراء الإعلام بدول مجلس التعاون لدول الخليج العربية بدولة الكويت اجتماعهم الثامن عشر برئاسة معالي الشيخ أحمد العبد الله الأحمد الصباح ، وزير النفط ووزير الإعلام بدولة الكويت ، ومشاركة كافة وفـود الدول الأعضاء ، ومعالي الأمين العام لمجلس التعاون لدول الخليج العربية عبد الرحمن بن حمد العطية , و ترأس وفد المملكة فيه معالي وزير الثقافة والإعلام الدكتور عبدالعزيز بن محيي الدين خوجة . [2]
- المملكة العربية السعودية تحرز مركزا متقدما عالمياً في جاذبية الاستثمار وتحصل على المرتبة الحادية عشرة عالمياً بين (183) دولة في تصنيف سهولة ممارسة أنشطة الأعمال للشركات المحلية والأجنبية.وفق نتائج التقرير الصادر عن مؤسسة التمويل الدولية (2010) التابعة للبنك الدولي . [2]
- وقعت المملكة العربية السعودية وجمهورية أوكرانيا في الرياض اتفاقية تعاون في مجال البحوث والاستخدامات السلمية للفضاء الخارجي. [2]
- صدور موافقة خادم الحرمين الشريفين الملك عبدالله بن عبدالعزيز آل سعود على إنشاء مركز الملك عبدالله للأورام وأمراض الكبد. [2]
- زيارة حمد بن جاسم بن جبر آل ثاني رئيس مجلس الوزراء وزير الخارجية بدولة قطر إلى المملكة العربية السعودية و استقبال الملك عبدالله بن عبدالعزيز له . [2]

### يناير
- 1:
  - دوري المحترفين السعودي 2009–10 الفائز نادي الهلال.
  - صدور رواية ترمي بشرر من تأليف عبده خال.
  - صدور رواية طوق الحمام من تأليف رجاء عالم.
  - 5: صندوق التنمية السعودية يقدم قرض لمساعدة دولة أوغندا في بناء و تجهيز معاهد فنية للتعليم والتدريب المهني بقيمة 45 مليون ريال . [8]

### فبراير
- 21: وزير العدل السعودي  محمد بن عبد الكريم العيسى يعلن السماح للمحاميات بالمرافعة أمام المحاكم.[9]

### أبريل
- 29: القيام بعملية فصل التوأم السيامي محمد و أمجد من الأردن في مدينة الملك عبدالعزيز الطبية والملتصقان من جهة الصدر والبطن . [10]

### مايو
- 16: زيارة صاحب السمو الملكي الأمير جيوم ولي عهد لكمسبورج إلى المملكة العربية السعوية وكان باستقباله خادم الحرمين الشريفين الملك عبدالله بن عبدالعزيز آل سعود. [11]

### يوليو
- 16 : فصل التوأم السيامي رقية و زينب من العراق في مدينة الملك عبدالعزيز الطبية والمصابتان بتشوه خلقي بالرأس وتورم دماغي , تمت العملية تحت قيادة الدكتور السعودي عبدالله الربيعة . [12]
- 27: تحطم طائرة خطوط لوفتهانزا للشحن الرحلة 8460

### أغسطس
- 12: صدور أمر ملكي بقصر الفتوى على أعضاء هيئة كبار العلماء.[13]
- 16: مصادر أمنية سعودية تكشف عن إحباط المحاولة الرابعة لاغتيال الأمير محمد بن نايف بن عبد العزيز آل سعود، نجل وزير الداخلية.

### سبتمبر
- 22: توقيع اتفاقية بين الكويت والسعودية للتنقل بين البلدين بالهوية الوطنية.[14]

### نوفمبر
- 12: الديوان الملكي يعلن تعرض الملك عبد الله لإنزلاق غضروفي.[15]

### ديسمبر
- 8: الصندوق السعودي للتنمية يقدم قرض بقيمة 90 مليون ريال إلى لمملكة المغرب لبناء وتجهيز مدارس تعليمية في مدينتي تامنصورت و تامسنا . [8]

ولد حامد سعد الغامدي 2/11/2010

## وفيات

### أبريل
- 23: فؤاد صادق مفتي، دبلوماسي.

### يونيو
- 17: توفي الفنان السعودي عبدالعزيز الحماد بعد صراع مع مرض السرطان في الولايات المتحدة الأمريكية.

### أغسطس
- 15: توفي الشاعر والأديب الدبلوماسي غازي القصيبي عن عمر يناهز 70 عام في مدينة الرياض.

### نوفمبر
- 8: محمد عبده يماني، وزير الإعلام.